# Pernova natuurhuis
Het Pernova natuurhuis is een natuurhistorisch museum in de Estse stad Pärnu. Met drie verdiepingen brengt het de natuurlijke diversiteit van de provincie Pärnumaa onder de aandacht, met exposities zoals een geluidsgrot met vogelgeluiden en een filmgrot met documentaires over lokale dieren in hun natuurlijke omgeving. Een opvallend kenmerk van het huis is een grote koepel die fungeert als bioscoop met een panoramisch scherm voor films over uiteenlopende natuuronderwerpen. Bovendien huisvest het museum een planetarium.